# (386723) 2009 YE7
(386723) 2009 YE7 é um objeto transnetuniano que está localizado no Cinturão de Kuiper, uma região do Sistema Solar. Este corpo celeste é classificado como um cubewano. Ele possui uma magnitude absoluta de 4,2. Este fato faz com que seja um fraco candidato a planeta anão, e muito mais se pôr em conta que ele é um membro da família Haumea, família com grande albedo, devido a refratividade dos gelos. (386723) 2009 YE7 tem um diâmetro estimado de 207 km para 636 km. O astrônomo Mike Brown lista este objeto em sua página na internet como um candidato a possível planeta anão.

## Descoberta
(416400) 2003 UZ117 foi descoberto no dia 17 de dezembro de 2009, David Rabinowitz através do Observatório La Silla no Chile. Quando (386723) 2009 YE7 foi descoberto acreditava-se que tinha uma magnitude absoluta de 2,8, o que faria dele o primeiro objeto do disco disperso mais brilhante descoberto a partir do hemisfério sul.

## Características orbitais
A órbita de (386723) 2009 YE7 tem uma excentricidade de 0,144 e possui um semieixo maior de 44,294 UA. O seu periélio leva o mesmo a uma distância de 37,894 UA em relação ao Sol e seu afélio a 50,695 UA.
(386723) 2009 YE7 é um objeto clássico do cinturão de Kuiper: A sua órbita não é controlado por uma ressonância orbital com o planeta Netuno, semelhante ao 15760 Albion, mas com uma excentricidade e inclinação orbital muito maior. Ele completa uma órbita em torno do Sol em pouco mais de 247 anos terrestres, a uma distância média de cerca de 44 UA. Ele veio ao seu periélio por volta de 1868, e atingiu o seu afélio em 2015. Está atualmente a cerca de 50,7 UA do Sol, e irá novamente voltar ao periélio em torno de 2163.
(386723) 2009 YE7 já foi observado 70 vezes, com imagens precovery que remonta a 2006, e tem um código de qualidade do conhecimento de sua órbita de 4.

## Características físicas

### Magnitude absoluta

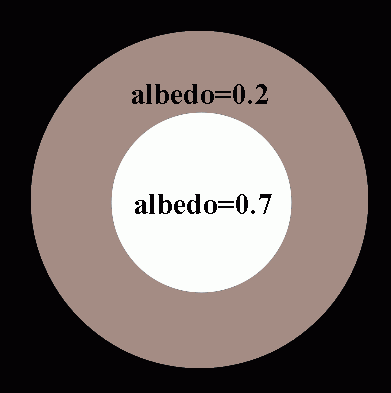
Diferentes albedos dão como resultado diferentes tamanhos

O tamanho de um objeto pode ser definido uma vez conhecida a magnitude absoluta e seu albedo (a proporção de luz que reflete). (386723) 2009 YE7 tem uma magnitude absoluta de 4,5. considerando que (386723) 2009 YE7 tem uma magnitude absoluta mais fraco que H = 1, Este objeto não será supervisionado por dois comitês de nomeação e não será automaticamente listado como um planeta anão pela União Astronômica Internacional (UAI).
Assumindo que (386723) 2009 YE7 tem um albedo de 0.25, albedo muito comum entre os KBOs (objetos clássicos do cinturão de Kuiper) que têm alguns tamanhos de cerca de ~1000 km, esse albedo deixaria o mesmo com cerca de 340 km de diâmetro. Mas como hoje não se conhece realmente o seu verdadeiro albedo, o seu tamanho pode ir de 200 km até 560 km de diâmetro.
Mike Brown acredita que (386723) 2009 YE7 poderia ser um fragmento da família de colisão de Haumea uma vez que tem uma inclinação orbital muito semelhante à dos membros da família Haumea. Nesse caso, o objeto poderia ter um albedo que chegasse até 0.7, dando uma estimativa para o tamanho muito menor, de cerca de 200 km. O espectro de infravermelho mostra que (386723) 2009 YE7 tem umas linhas de absorção marcadas de gelo de água, o que faz com que se relaciona elr com a família Haumea.
Um corpo de gelo com diâmetro superior a 400 km seria quase-esférico. Muitas das luas de gelo do Sistema Solar são esféricas.